# 먀오차오웨이
먀오차오웨이(묘교위, 중국어 간체자: 苗侨伟, 정체자: 苗僑偉, 병음: Miáo Qiáowěi, 영문명은 Michael Miu, Kirk Miu, 1958년 6월 18일 ~ )은 중화인민공화국 홍콩 특별행정구의 영화배우, 영화 각색가, 텔레비전 연기자, 가수이다.

## 이력
중화인민공화국 저장성 저우산에서 출생하여 지난날 한때 중화인민공화국 저장성 닝보에서 잠시 유아기를 보낸 적이 있는 그의 텔레비전 연기자 데뷔작은 1980년 《상해탄》이다.(배역은 엑스트라) 1982년 영화 《오공주(蜈蚣咒)》로 영화배우러 데뷔하였고 1991년 영화 《오호장지결렬(五虎將之決裂)》에 주연, 이 영화로 영화 각색가 데뷔하였다.

## 출연작

### 홍콩 TVB
- 1980 : 상해탄 (上海灘), 충격 (衝擊),경화춘몽
- 1981 : 비응 (飛鷹), 영웅출소년 (英雄出少年), 화봉황 (火鳳凰)
- 1982 : 소걸아 (蘇乞兒), 신녀유심 (神女有心), 비월18층 (飛越十八層), 희반소자 (戲班小子)
- 1983 : 파음인 (播音人), 뢰포의묘산현기 (賴布衣妙算玄機), 사조영웅전 (射鵰英雄傳)
- 1984 : 초류향-편복전기 (楚留香之蝙蝠傳奇), 결전현무문 (決戰玄武門), 천사집위 (天師執位), 생수교왕 (生鏽橋王), 오호장 (五虎將), 청봉검영 (青鋒劍影), 향강화월야 (香江花月夜)
- 1985 : 양가장 (楊家將), 대하 (大廈), 벽혈검 (碧血劍)
- 1986 : 적청 (狄青), 묘인묘사 (妙人妙事)
- 1987 : 천룡신검 (天龍神劍)
- 1988 : 절대쌍교 (絕代雙驕)
- 2005 : 학경웅심 (學警雄心), 인간증발 (人間蒸發)
- 2006 : 도장풍운 (賭場風雲)
- 2007 : 세월풍운 (歲月風雲), 강검 (强劍), 학경출경 (學警出更), 염정행동2007 (廉政行動2007)
- 2008 : 의정별연 (疑情別戀)
- 2009 : 학경저격 (學警狙擊)
- 2010 : 노공만세 (老公萬歲), 형경 (刑警)